# Samtgemeinde Weser-Aue
La comunità amministrativa di Weser-Aue (Samtgemeinde Weser-Aue) si trova nel circondario di Wolfenbüttel nella Bassa Sassonia, in Germania.
È stata costituita il 1º gennaio 2021 tramite la fusione delle Samtgemeinde Liebenau e Samtgemeinde Marklohe. 
La sede amministrativa si trova nella città di Marklohe.

## Suddivisione
Comprende 6 comuni:
1. Balge
2. Binnen
3. Liebenau (comune mercato)
4. Marklohe
5. Pennigsehl
6. Wietzen